# Gegeneophis pareshi
Espèce
Gegeneophis pareshi est une espèce de gymnophiones de la famille des Indotyphlidae.

## Répartition
Cette espèce est endémique de l'État de Goa en Inde.

## Étymologie
Cette espèce est nommée en l'honneur de Paresh Porob, un officier forestier.

## Publication originale
- Giri, Gower, Gaikwad & Wilkinson, 2011 : A second species of Gegeneophis Peters (Amphibia:Gymnophiona:Caeciliidae) lacking secondary annular grooves. Zootaxa, no 2815, p. 49-58.